# Martelaarsgracht

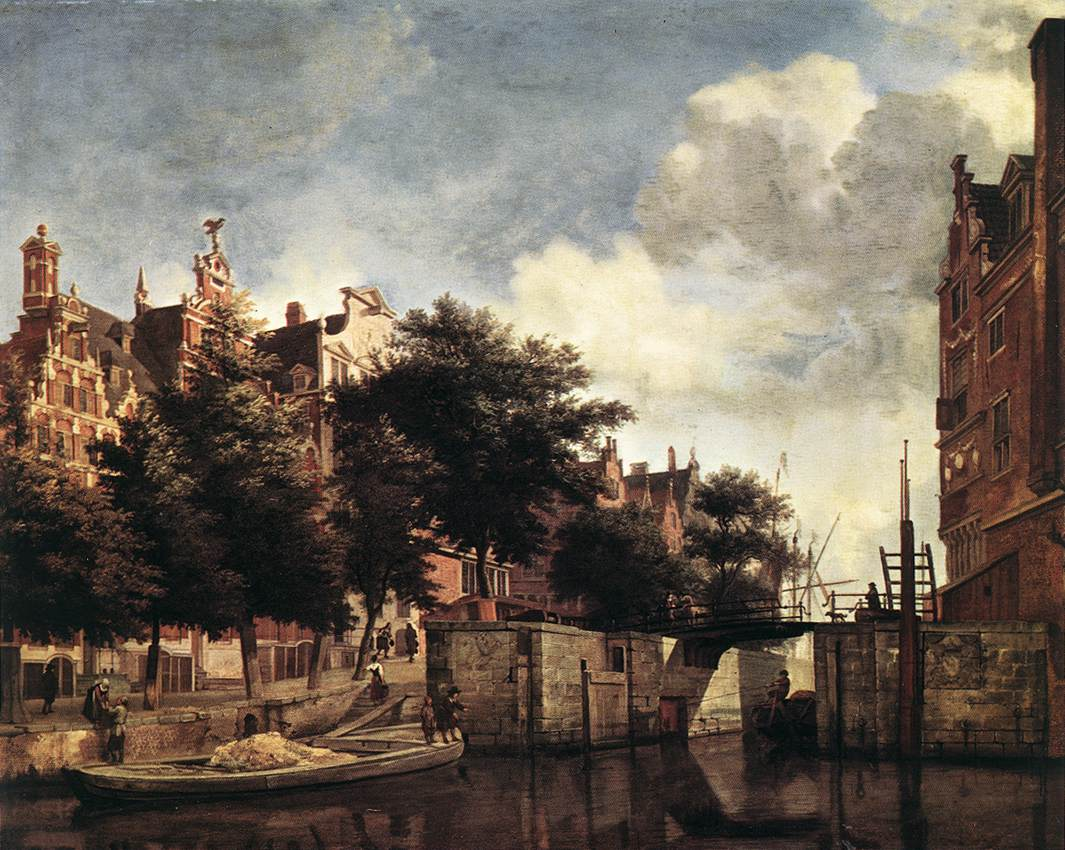
De Martelaarsgracht met Oude Haarlemmersluis; circa 1670. Schilderij van Jan van der Heyden.

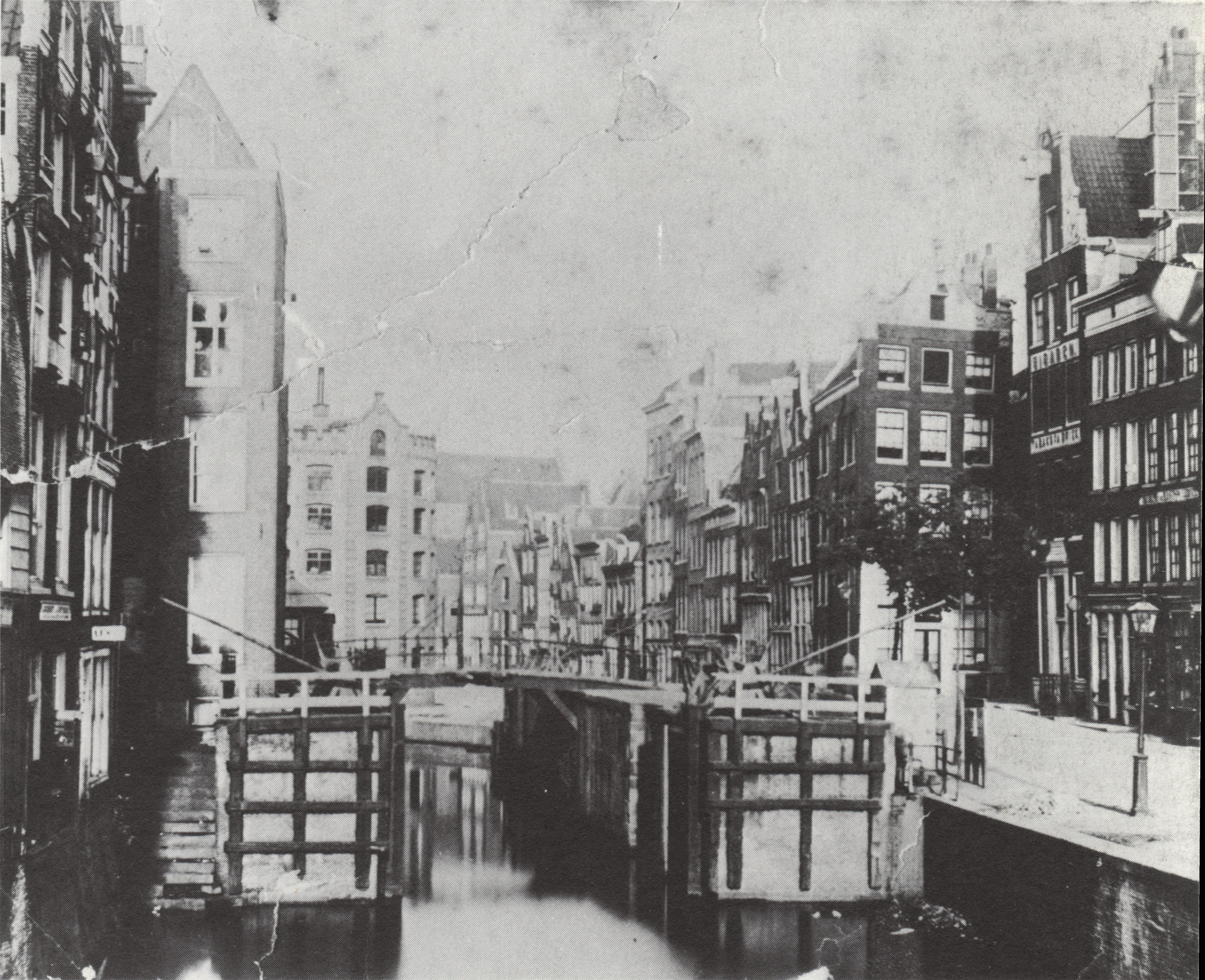
De Oude Haarlemmersluis met Martelaarsbrug bij de Nieuwendijk; voor de demping in 1884.

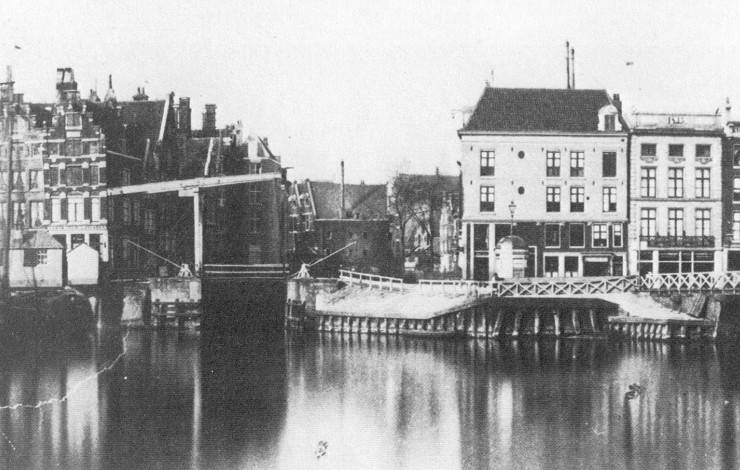
Open Havenfront en Prins Hendrikkade 25-29. In het midden de Spaarndammerbrug en daarachter de Martelaarsgracht; voor de demping in 1884.

De Martelaarsgracht is een gedempte gracht in het centrum van Amsterdam. De straat ligt in het verlengde van de Nieuwezijds Voorburgwal en loopt in noordoostelijke richting naar de Prins Hendrikkade en het Stationsplein voor het Centraal Station. Het pleintje Hekelveld scheidt de Martelaarsgracht van de Spuistraat.
De Martelaarsgracht is sinds de demping in 1884 een korte maar brede straat en sinds 1906 route van de elektrische tram. De straat is voorzien van een middenberm met vluchtheuvels voor de tram maar er is geen halte meer. Er bevinden zich onder meer hotels, snackbars en internetcafés.

## Herkomst van de naam
De herkomst van de opmerkelijke naam is onbekend. Wel bestaan er verschillende theorieën. De plek zou gebruikt kunnen zijn als galgenveld, maar daar zijn geen aanwijzingen voor. Volgens het Stadsarchief Amsterdam zou er ooit een huis hebben gestaan met een uithangbord waarop een martelaar stond afgebeeld. In een oude bron is sprake van een pand "waar de martelaar uithing".

## Geschiedenis
De eerste Haarlemmerpoort stond op de plek waar nu de Martelaarsgracht en de Nieuwendijk elkaar kruisen. De IJ-oever moet rond 1400 nog ter hoogte van de huidige perceelgrens tussen Martelaarsgracht 6 en 8 gelegen hebben. Toen begin 15e eeuw een stuk van het IJ ten noorden van het gebied gedempt werd, kwam het water binnen de stadsmuren te liggen. Nadien vloeide het water van de Nieuwezijds Voorburgwal en dat van de Nieuwezijds Achterburgwal door de Martelaarsgracht via de Oude Haarlemmersluis naar het IJ. Hoe de stadsuitbreding precies is verlopen, kon plaatselijk worden onderzocht toen in 2003 enkele vervallen panden werden gesloopt ten behoeve van nieuwbouw in de noordelijke hoek.
Over de Oude Haarlemmersluis lag de Martelaarsbrug (brug nr. 29), die de twee delen van de Nieuwendijk met elkaar verbond. Ter hoogte van de Texelsche Kade (sinds 1879 Prins Hendrikkade) lag de Spaarndammerbrug, een ophaalbrug. Beide bruggen verdwenen met de demping. Voor de komst van het Centraal Station werd de gracht in 1884 gedempt, tegelijk met de Nieuwezijds Voorburgwal.
In 1928 verkregen veel panden aan de Martelaarsgracht de status van monument. Dit kon niet voorkomen dat in de jaren 1980 en 1990 enkele panden ten prooi vielen aan speculatie en vervolgens werden gekraakt.

## Gebouwen
Een deel van de bebouwing is opgetrokken in statige Louis XIV-stijl uit begin 18e eeuw. Een aantal gebouwen is aangewezen als rijksmonument.
Het imposante gebouw van de Koninklijke Hollandsche Lloyd op de hoek met de Prins Hendrikkade werd in 1917-1921 gebouwd tegen het advies van de toenmalige Welstandscommissie in. Het pand op de hoek hiertegenover, met op de kroonlijst de wervende tekst "Kopje Koffie Karpershoek", dateert uit 1629. Het café zou de oudste kroeg van Amsterdam zijn. De Oldenburger kelder, een verre voorganger van de Karpershoek, startte (in 1606?) als herberg aan het IJ voor de zeelui. Eenmaal per week legde op deze hoogte het Oldenburger veer aan, en voor de vertrektijden, het afgeven of afhalen van post e.d. kon men hier terecht. Op de vloer van dit bruine café ligt nog steeds zilverzand zoals dat in de 17e eeuw ook werd gebruikt.

## Meer Martelaarsgrachten
De Martelaarsgracht in Assendorp werd in 1923 gedempt. Voorheen was er ook een Martelaarsgracht in Bovenkerk bij Amstelveen.
In de stad Hoorn is ook een Martelaarsgracht. Deze loopt van de Pakhuisbrug naar de Achterstraat (oorspronkelijk nog door naar de Gouw); de noordelijke kade werd in de 19e eeuw hernoemd tot Onder de Boompjes.

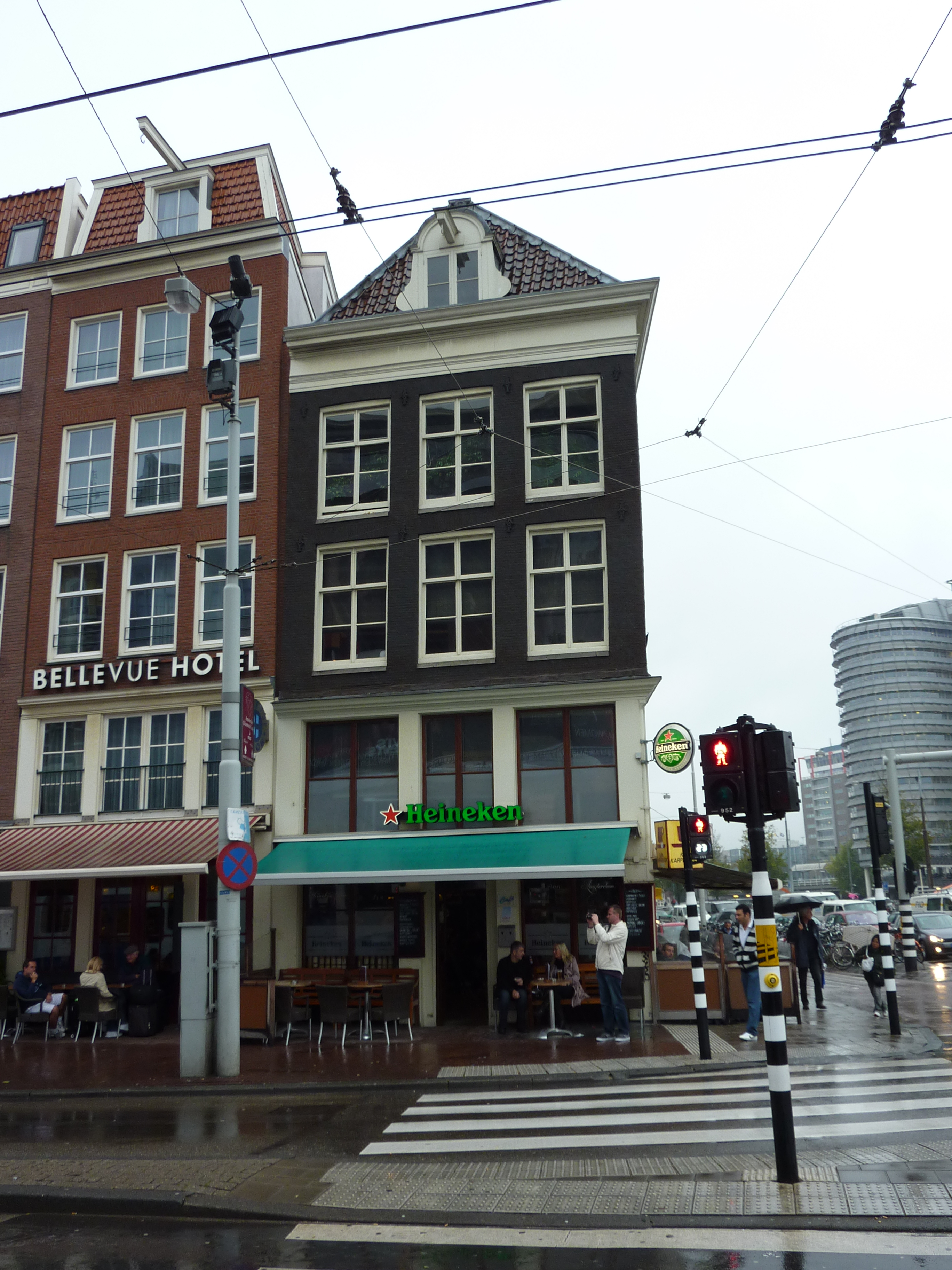
Café Karpershoek op de hoek met de Prins Hendrikkade.
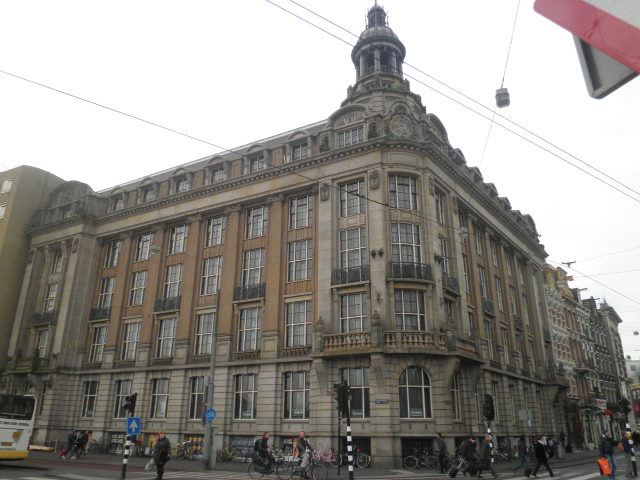
Het imposante gebouw van de Koninklijke Hollandsche Lloyd op de hoek met de Prins Hendrikkade.